# Just the Way You Are (Bruno Mars)
Just the Way You Are is een met een Grammy bekroond nummer van zanger Bruno Mars, dat op 20 juli 2010 als single werd uitgebracht door Elektra Records. Het nummer is eveneens verschenen op zijn debuutalbum Doo-Wops & Hooligans.
De single werd wereldwijd een hit. In verschillende landen stond het nummer op de eerste plaats van de hitlijsten, waaronder de Verenigde Staten en het Verenigd Koninkrijk. Ook in de Nederlandse Top 40 kwam Just the Way You Are op nummer 1, waarmee het de derde nummer 1-hit op rij betekende voor Bruno Mars. Het nummer bleef elf weken bovenaan staan, waarmee het bijna de langste nummer 1-hit uit de geschiedenis van de Top 40 werd. Dit record kwam in 1994 op naam van Marco Borsato's Dromen zijn bedrog, dat twaalf weken op nummer 1 stond.
In de Single Top 100 stond Just the Way You Are één week op nummer 1. Het nummer werd door Radio 538 uitgeroepen tot Alarmschijf.

## Videoclip
In de clip zingt Mars voor zijn vriendin en gebruikt daarbij een cassettebandje om nadruk te geven voor zijn gevoelens voor haar. Hij is zelf in een getekende versie te zien.

## Hitnoteringen

### Nederlandse Top 40
| Positie: | 17 | 4  | 1  | 1  | 1  | 1  | 1  | 1  | 1  | 1  | 1  | 1   |
| Week:    | 13 | 14 | 15 | 16 | 17 | 18 | 19 | 20 | 21 | 22 | 23 |     |
| Positie: | 1  | 2  | 7  | 8  | 8  | 10 | 11 | 11 | 23 | 30 | 40 | uit |

### NederlandseSingle Top 100
| Hitnotering: 25-09-2010 t/m 13-08-2011 | Hitnotering: 25-09-2010 t/m 13-08-2011 | Hitnotering: 25-09-2010 t/m 13-08-2011 | Hitnotering: 25-09-2010 t/m 13-08-2011 | Hitnotering: 25-09-2010 t/m 13-08-2011 | Hitnotering: 25-09-2010 t/m 13-08-2011 | Hitnotering: 25-09-2010 t/m 13-08-2011 | Hitnotering: 25-09-2010 t/m 13-08-2011 | Hitnotering: 25-09-2010 t/m 13-08-2011 | Hitnotering: 25-09-2010 t/m 13-08-2011 | Hitnotering: 25-09-2010 t/m 13-08-2011 | Hitnotering: 25-09-2010 t/m 13-08-2011 | Hitnotering: 25-09-2010 t/m 13-08-2011 | Hitnotering: 25-09-2010 t/m 13-08-2011 | Hitnotering: 25-09-2010 t/m 13-08-2011 | Hitnotering: 25-09-2010 t/m 13-08-2011 | Hitnotering: 25-09-2010 t/m 13-08-2011 |
| Week:                                  | 1                                      | 2                                      | 3                                      | 4                                      | 5                                      | 6                                      | 7                                      | 8                                      | 9                                      | 10                                     | 11                                     | 12                                     | 13                                     | 14                                     | 15                                     | 16                                     |
| -------------------------------------- | -------------------------------------- | -------------------------------------- | -------------------------------------- | -------------------------------------- | -------------------------------------- | -------------------------------------- | -------------------------------------- | -------------------------------------- | -------------------------------------- | -------------------------------------- | -------------------------------------- | -------------------------------------- | -------------------------------------- | -------------------------------------- | -------------------------------------- | -------------------------------------- |
| Positie:                               | 19                                     | 1                                      | 2                                      | 3                                      | 3                                      | 3                                      | 5                                      | 4                                      | 4                                      | 8                                      | 8                                      | 8                                      | 16                                     | 18                                     | 8                                      | 11                                     |
| Week:                                  | 17                                     | 18                                     | 19                                     | 20                                     | 21                                     | 22                                     | 23                                     | 24                                     | 25                                     | 26                                     | 27                                     | 28                                     | 29                                     | 30                                     | 31                                     | 32                                     |
| Positie:                               | 14                                     | 17                                     | 14                                     | 10                                     | 10                                     | 19                                     | 12                                     | 17                                     | 27                                     | 21                                     | 26                                     | 39                                     | 37                                     | 43                                     | 52                                     | 42                                     |
| Week:                                  | 33                                     | 34                                     | 35                                     | 36                                     | 37                                     | 38                                     | 39                                     | 40                                     | 41                                     | 42                                     | 43                                     | 44                                     | 45                                     | 46                                     | 47                                     |                                        |
| Positie:                               | 47                                     | 57                                     | 60                                     | 55                                     | 55                                     | 60                                     | 66                                     | 64                                     | 69                                     | 69                                     | 61                                     | 54                                     | 61                                     | 72                                     | 86                                     | uit                                    |

### VlaamseUltratop 50
| Hitnotering: 16-10-2010 t/m 16-04-2011 | Hitnotering: 16-10-2010 t/m 16-04-2011 | Hitnotering: 16-10-2010 t/m 16-04-2011 | Hitnotering: 16-10-2010 t/m 16-04-2011 | Hitnotering: 16-10-2010 t/m 16-04-2011 | Hitnotering: 16-10-2010 t/m 16-04-2011 | Hitnotering: 16-10-2010 t/m 16-04-2011 | Hitnotering: 16-10-2010 t/m 16-04-2011 | Hitnotering: 16-10-2010 t/m 16-04-2011 | Hitnotering: 16-10-2010 t/m 16-04-2011 | Hitnotering: 16-10-2010 t/m 16-04-2011 | Hitnotering: 16-10-2010 t/m 16-04-2011 | Hitnotering: 16-10-2010 t/m 16-04-2011 | Hitnotering: 16-10-2010 t/m 16-04-2011 | Hitnotering: 16-10-2010 t/m 16-04-2011 |
| Week:                                  | 1                                      | 2                                      | 3                                      | 4                                      | 5                                      | 6                                      | 7                                      | 8                                      | 9                                      | 10                                     | 11                                     | 12                                     | 13                                     | 14                                     |
| -------------------------------------- | -------------------------------------- | -------------------------------------- | -------------------------------------- | -------------------------------------- | -------------------------------------- | -------------------------------------- | -------------------------------------- | -------------------------------------- | -------------------------------------- | -------------------------------------- | -------------------------------------- | -------------------------------------- | -------------------------------------- | -------------------------------------- |
| Positie:                               | 40                                     | 33                                     | 25                                     | 17                                     | 14                                     | 4                                      | 4                                      | 6                                      | 5                                      | 9                                      | 8                                      | 8                                      | 8                                      | 7                                      |
| Week:                                  | 15                                     | 16                                     | 17                                     | 18                                     | 19                                     | 20                                     | 21                                     | 22                                     | 23                                     | 24                                     | 25                                     | 26                                     | 27                                     |                                        |
| Positie:                               | 11                                     | 17                                     | 20                                     | 23                                     | 25                                     | 22                                     | 30                                     | 26                                     | 31                                     | 37                                     | 33                                     | 39                                     | 49                                     | uit                                    |

### NPO Radio 2 Top 2000
| Nummer met noteringen in de NPO Radio 2 Top 2000 | '14  | '15  | '16  | '17  | '18  | '19  | '20  | '21  | '22  | '23  | '24  |
| ------------------------------------------------ | ---- | ---- | ---- | ---- | ---- | ---- | ---- | ---- | ---- | ---- | ---- |
| Just the Way You Are                             | 1278 | 1620 | 1227 | 1344 | 1328 | 1556 | 1811 | 1806 | 1946 | 1897 | 1860 |

1. ↑  Een vetgedrukt getal geeft de hoogste notering aan.
2. ↑  2014 was het eerste jaar met een notering voor dit nummer.